# Музей испанского абстрактного искусства
Музей испанского абстрактного искусства (исп. Museo de Arte Abstracto Español) ― музей в городе Куэнка, Испания, основанный в 1966 году. В нём хранится около 129 картин, большая часть из которых были написаны испанскими художниками в 1950-х и 1960-х годах.

## История
В 1961 году художник Фернандо Зобель начал искать подходящее место для основания музея абстрактного искусства. В июне 1963 года его друг Густаво Торнер, живописец, предложил в качестве подходящего места Висячие дома Куэнки. Здание принадлежит муниципалитету Куэнки, который сдаёт его в аренду за символическую сумму. Строение предварительно было отреставрировано и реконструировано; работы проводились по проекту местных архитекторов Фернандо Барха и Франциско Леона Мелера. Музей испанского абстрактного искусства открылся 1 июля 1966 года. Его куратором был назначен Герардо Руэда, а сопредседателями ― Зобель и Торнер.
Основой коллекции нового музея стали дюжина скульптур и сотня картин, которые ранее собрал Зобель. Менее половины из них были выставлены с целью ротации в рамках постоянной экспозиции. Сосредоточив внимание на качестве, а не на количестве, и не пытаясь дать исчерпывающий обзор испанского абстрактного искусства, поэтому музей очень избирателен в плане принятия в дар новых образцов.
В 1978 году здание музея было расширено под руководством архитектора Баржа.
В 1980 году Зобель пожертвовал коллекцию музея Фонду Хуана Марча, который добавил его к своей собственной коллекции и взял на себя управление музеем и его финансирование. В том же году музей получил золотую медаль за заслуги в изобразительном искусстве от Министерства культуры Испании. В 1981 году Европейский совет удостоил его звания «Европейский музей года». В 1991 году он был награждён почётной медалью от Кастилии-Ла-Манча и также особой наградой в номинации «туризм» в 1997 году.
В 1994 году в музее была проведена очередная реконструкция. Была выделена отдельная комната для временных выставок, а сам музей продолжил пополнять свои фонды: более трёх тысяч книг об искусстве были пожертвованы Фернандо Зобелем. Сейчас в фондах музея содержится примерно 1500 работ, из которых 515 составляют картины и скульптуры. Музей каждый год в среднем посещают примерно 40 000 человек.

## Галерея

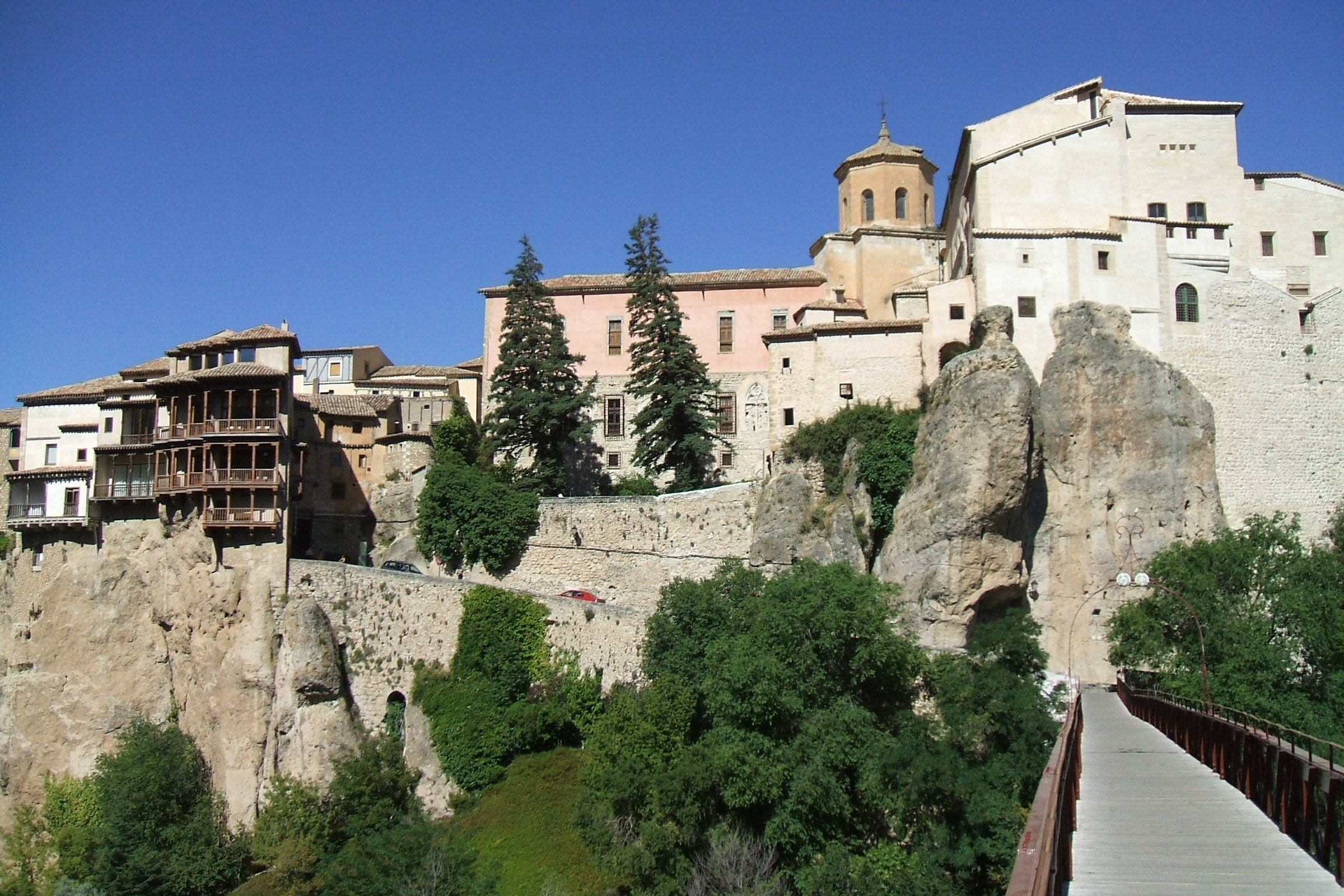
Вид на мост Святого Павла, откуда видны Висячие дома и где находится музей (слева).
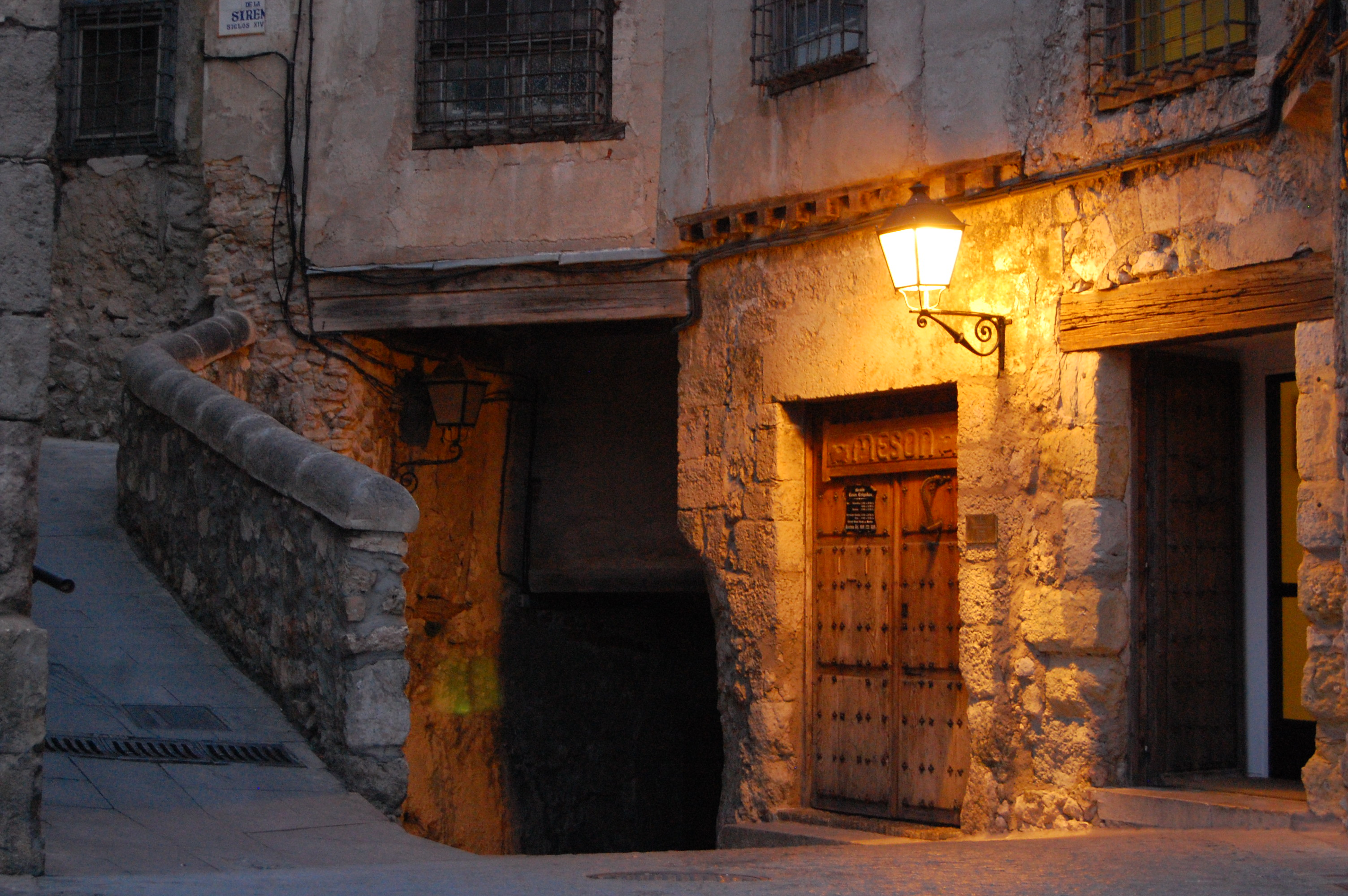
Вход в Музей испанского абстрактного искусства (Casa del Rey) в Куэнке, рядом с Casa de la Sirena.
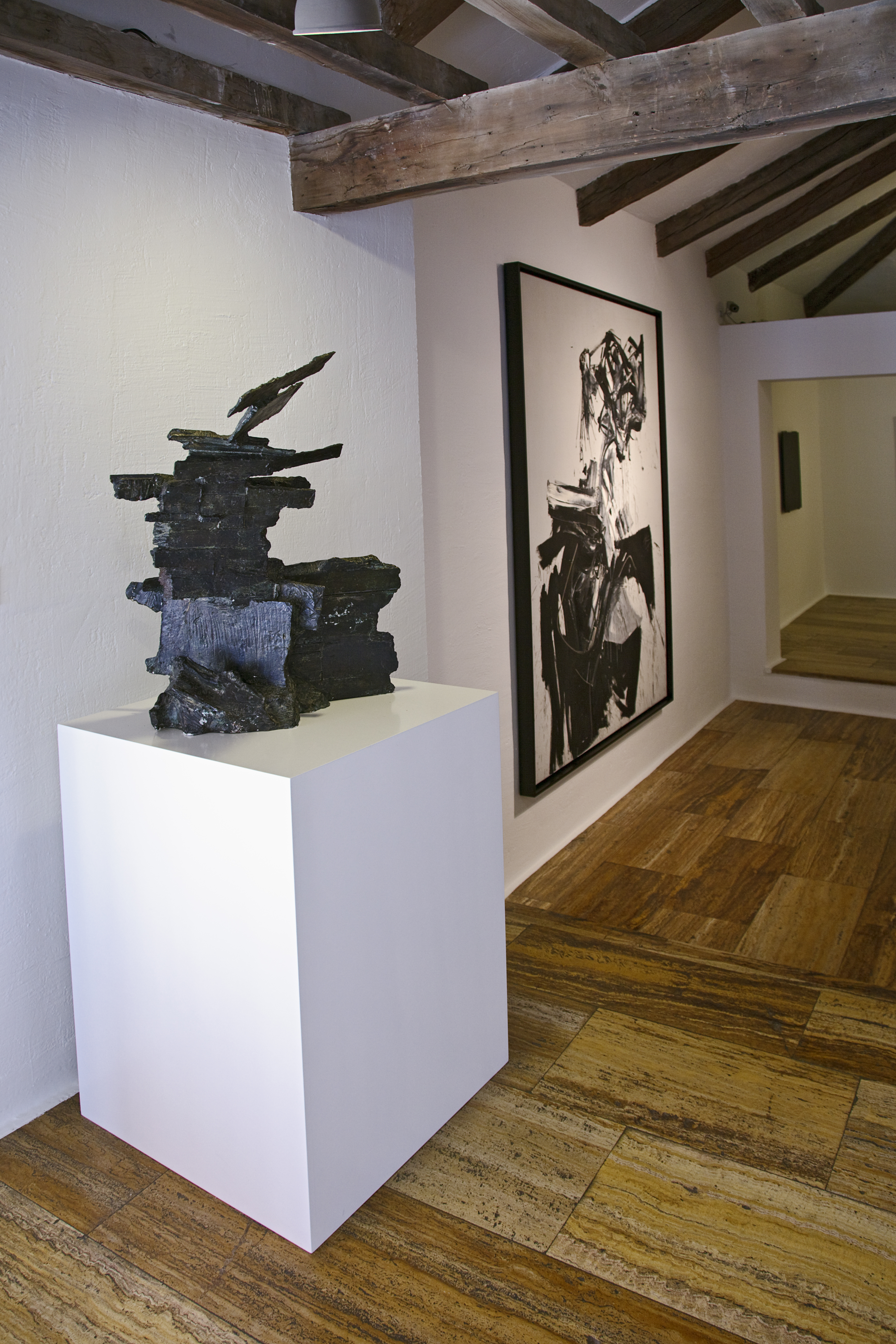
Комната в музее